# Кіщенко Сергій Ельвірович
Сергій Ельвірович Кіщенко (рос. Сергей Эльвирович Кищенко; нар. 27 червня 1972, Москва, СРСР) — радянський, російський та український футболіст, захисник, тренер-викладач.

## Життєпис
Вихованець СДЮШОР «Зміна», Москва. Розпочав професіональну кар'єру в 1990 році в команді «Знамя Труда» (Орєхово-Зуєво), яка виступала в п'ятій зоні Другий нижчої ліги чемпіонату СРСР. Наступний сезон провів у смоленській «Іскрі», але на поле в офіційних матчах команди не виходив.
У 1992 році грав у першому розіграші Першій лізі України. У першому турі вийшов на поле за «Верес» (Рівне), інші матчі провів за донецький «Шахтар-2». У сезоні 1992/93 років продовжив виступати за цей клуб, який змінив назву на «Металург» і переїхав до Костянтинівки.
Потім Сергій Кіщенко повернувся в чемпіонат Росії, грав за команди «Росія» (Москва), «Гекріс» (Анапа), Автомобіліст (Ногінськ).
У 1998 році перейшов у долгопрудненський «Космос» і грав у ньому до 2007 року. За цей час клуб змінив свою назву на «Сатурн» і двічі поміняв місто базування (Долгопрудний - Електросталь - Єгор'євськ). Сергій Кіщенко став рекордсменом клубу за кількістю зіграних за нього матчів у першості ПФЛ (312) і Кубку Росії (18).
Завершував кар'єру професійного футболіста там же, де й розпочинав — в орєхово-зуєвському «Знамені Труда».
У 2009 році закінчив Московську державну академію фізичної культури.
Працює тренером-викладачем в УОР «Майстер-Сатурн».